# Fiqh

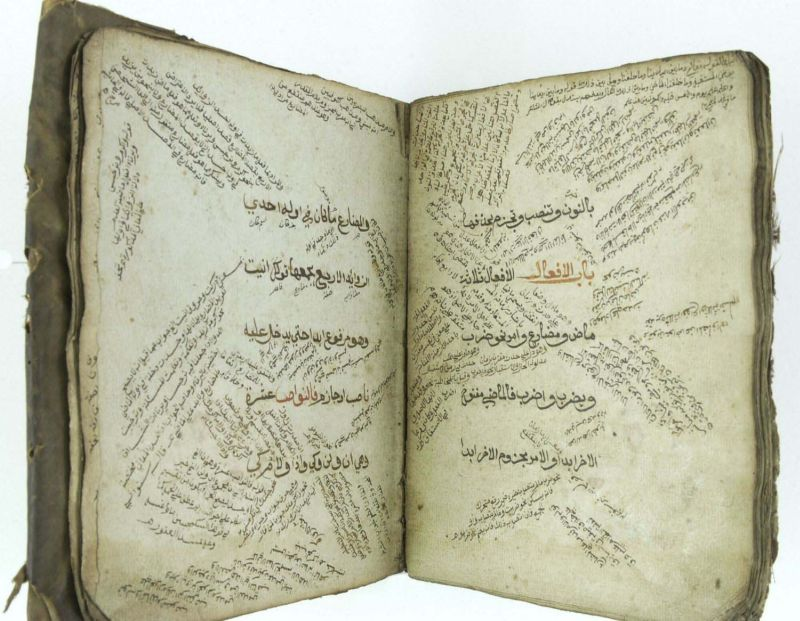
Handgeschriebenes Fiqh-Buch von vor 1945 im Tropenmuseum in den Niederlanden

Fiqh (arabisch فقه ‚Erkenntnis, Verständnis, Einsicht‘) bezeichnet im islamischen Wissenschaftssystem diejenige Disziplin, die sich mit den religiösen Normen (al-ahkām asch-scharʿiyya) befasst. Der Begriff wird mit „islamische Rechtswissenschaft“ oder „islamische Jurisprudenz“ übersetzt. Ein Spezialist auf dem Gebiet des Fiqh wird auf Arabisch als Faqīh (فقيه) bezeichnet, der Plural lautet Fuqahāʾ (فقهاء).
Das kanonische Gesetz wertet alle Handlungen der Muslime nach religiösen Maßstäben; eine Trennung zwischen weltlichem und religiösem Bereich kennt das Gesetz nicht. „Alle Beziehungen des öffentlichen und privaten Lebens und Verkehrs sollten im Sinne eines als religiös anzuerkennenden Gesetzes geregelt werden“. „Die Wissenschaft, die sich mit der Scharia beschäftigt, heißt fiqh, d. h. Kenntnis und Verständnis des Rechts.“ Die religiösen Gesetze werden in den Büchern des Fiqh dargelegt und erörtert. Die Rechtswissenschaft beruft sich stets auf die religiösen Textquellen Koran und Hadith nebst ihrer Auslegung und erläutert sowohl die rituellen Verpflichtungen (ʿibādāt) als auch die Rechte des Menschen gegenüber seinen Mitmenschen (muʿāmalāt) in einer islamischen Gesellschaft. Somit ist Fiqh die Wissenschaft, die alle Bereiche des privaten und öffentlichen Lebens im Islam erörtert. Ihre Darstellung ist den Rechtsschulen in ihren Fiqh-Büchern, mit teilweise deutlich kontroversen Rechtsauffassungen, vorbehalten.

## Geschichte
In der präislamischen Stammeskultur wandte man sich zur Schlichtung von Rechtsstreitigkeiten an einen von allen Parteien anerkannten hakam, der für seine besondere Weisheit bekannt war. Dieser besaß keinerlei Exekutivgewalt, um ein Urteil zu vollstrecken, daher forderte er von den Kontrahenten meist vorab, dass sie einen Eid leisteten und als Sicherheit Güter aus eigenem Besitz einem neutralen Dritten übertrugen.
Nach der Hidschra des islamischen Propheten Mohammed und seiner Anhänger nach Medina übernahm Mohammed die Rolle eines solchen hakam für die Muslime. Nach seinem Selbstverständnis, wie es im Koran belegt ist, galt er für seine Anhänger als Vorbild:

„Im Gesandten Gottes habt ihr doch ein schönes Beispiel…“

Auch die ersten Kalifen amtierten als Schiedsrichter für die muslimische Gemeinde. Erst die Umayyaden-Kalifen setzten Richter ein, die in ihren Entscheidungen relativ frei waren, ihre Urteile nach ra'y („Gutdünken“, „Meinung“) formulierten, ohne dabei dem Koran, der überlieferten Sunna Mohammeds und dem örtlichen Gewohnheitsrecht (ʿurf) zu widersprechen.
Die ersten Rechtsschulen im Islam entstanden in der zweiten Hälfte des 8. Jahrhunderts in Kufa und Basra im Irak, in Syrien und in Medina bzw. Mekka, die sich voneinander nicht nur im lokalen Gewohnheitsrecht unterschieden, sondern auch in der Auslegung des überlieferten Hadithmaterials als Sunna des Propheten Mohammed.
Fiqh war fast immer eine reine Männerdomäne. Eine der wenigen Frauen, von der überliefert wird, dass sie eine Faqīha, also eine Spezialistin auf dem Feld des Fiqh, gewesen sei, war Umm ad-Dardāʾ in der Zeit des umayyadischen Kalifen ʿAbd al-Malik (reg. 685–705).

## Die Quellen der Rechtswissenschaft
Die islamische Rechtsordnung, die sich aus der Schari'a ergibt, basiert nicht allein auf dem Koran. Alle vier sunnitischen Rechtsschulen kennen vier „Wurzeln“ d. h. Quellen der Rechtswissenschaft usul al-fiqh / أصول الفقه / uṣūlu ʾl-fiqh, die seit der Systematisierung des islamischen Rechts – spätestens seit Asch-Schāfiʿī († 820) – als die Grundlagen der Jurisprudenz gelten.
- Der Koran (القرآن) ist für Muslime das unmittelbare Wort Gottes und die erste Rechtsquelle, die sowohl Normen als auch bestimmte Prinzipien (maqāṣid) beinhaltet. Etwa 500 Verse (ca. 8 %) aus dem Koran haben juristischen Bezug.
- Die Sunna (Sunna / سنة / sunna / ‚eig. Brauch, Gewohnheit, Handlungsweise‘)[8] ist die Summe der überlieferten Äußerungen und Handlungen des Religionsstifters Mohammed und stellt das umfassende Material der islamischen Jurisprudenz dar. Die Sunna wird in Hadithen überliefert, die schon früh schriftlich festgehalten oder mündlich überliefert wurden. Das rasche Anwachsen von Hadithen mit Darstellungen von Mohammeds Taten und Aussprüchen führte im frühen 8. Jahrhundert zur Zusammenstellung der ersten Traditionssammlungen.[9] Im frühen 9. Jahrhundert fand eine bereits nach strengen Kriterien erfolgte Auswahl der aus islamischer Sicht „authentischen“ Hadithe in den „Sechs Büchern“ (al-kutub as-sitta / الكتب الستة),[10] statt, von denen zwei (Buchari und Muslim) besonderes Ansehen genießen. Diese Werke sind schon gemäß den Rechtsthemen der Jurisprudenz – Ritualrecht, Kauf- und Vertragsrecht, Eherecht usw. - zusammengestellt. In der Sunna als Quelle der Jurisprudenz wird Mohammed also nicht nur als Prophet – wie im Koran mehrfach bestätigt – sondern auch als Gesetzgeber, als legislative und exekutive Macht dargestellt. Diese Position Mohammeds geht auch aus einigen Koranversen, die in Medina entstanden sind, deutlich hervor:

„Ihr Gläubigen! Gehorchet Gott und Seinem Gesandten und wendet euch nicht von ihm ab, wo ihr doch hört!“

Siehe auch Sure 5, Vers 92; Sure 24, Vers 54 und Sure 64, Vers 12.
Das Verhältnis beider Quellen – Koran und Sunna – zueinander ist in der Rechtslehre mehrfach Gegenstand kontroverser Erörterungen gewesen. Denn die Frage, ob der Koran nur durch eine andere göttliche Offenbarung oder aber auch durch eine vom Koran abweichende Sunna abrogiert oder inhaltlich eingeschränkt werden könne, blieb in den rechtstheoretischen Schriften umstritten. Die ersten Ansätze zur Klärung dieses Sachverhaltes sind in der Risāla (Sendschreiben) von Asch-Schāfiʿī dokumentiert. Seine Lehre, dass der Koran nur durch den Koran und die Sunna nur durch die Sunna abrogiert werden könne, wird außerhalb seiner Schule allerdings nicht uneingeschränkt befolgt.
So ist die koranische Strafmaßnahme bei Diebstahl erst bei Beachtung außerkoranischer Rechtsvorschriften möglich, die aus der Sunna abgeleitet werden. Rechtserhebliche Aspekte sind hierbei die nur in der Sunnaliteratur diskutierte Frage des Mindestwertes einer gestohlenen Sache, ferner die Klärung der Frage, ob sich der Täter zum Zeitpunkt seiner Tat in einer Notsituation befand.
- Die dritte Wurzel der Jurisprudenz ist das Prinzip des Idschmāʿ إجماع / iǧmāʿ / ‚Konsensus‘, d. h. die Übereinstimmung der Rechtsgelehrten in einer Rechtsfrage. Hierbei unterscheidet man drei Arten von Konsensus: Konsensus durch ausdrückliche Aussage idschma' al-qaul / إجماع القول / iǧmāʿu ʾl-qaul, den Konsensus durch die allgemeine Praxis idschma' al-fi'l / إجماع الفعل / iǧmāʿu ʾl-fiʿl und den Konsensus durch stillschweigende Billigung idschma' as-sukut / إجماع السكوت / iǧmāʿ ʾs-sukūt. Viele Vorschriften der Pflichtenlehre konnten weder im Koran noch in der Sunna belegt werden. Aber selbst die beiden Hauptquellen des Rechts – Koran und Sunna – hat die Rechtslehre kontrovers interpretieren können, was zwangsläufig zu Meinungsverschiedenheiten über den wahren Sinn der Offenbarung und der überlieferten Sunna führen musste. Uneingeschränkter Konsensus idschma' mutlaq / إجماع مطلق / iǧmāʿ muṭlaq herrschte unter den Gelehrten nur in grundsätzlichen Fragen der rituellen Verpflichtungen wie die Pflicht wadschib / واجب / wāǧib / ‚Pflicht‘ zum Gebet, zum Fasten u. a. Einen breiten Raum in der Jurisprudenz in Werken des usul al-fiqh nimmt der durch einen Zusatz eingeschränkte Konsenus idschma' mudaf / إجماع مضاف / iǧmāʿ muḍāf ein; man spricht vom Konsensus der Gelehrten von Mekka und Medina, von dem der „rechtgeleiteten“ Kalifen, vom idschma „der beiden Städte“ (d. h. Kufa und Basra). Die Legitimität des idschma als Rechtsquelle beruht auf dem Grundgedanken, dass der Konsensus der Gelehrten niemals im Widerspruch zum Koran und zur Sunna stehen kann. Es ist das Verdienst von Asch-Schāfiʿī, das Prinzip des Konsensus als die drittwichtigste Quelle der islamischen Rechtswissenschaft in der Rechtslehre etabliert zu haben.[14]
- Der Analogieschluss (القياس / al-qiyās) ist seit Asch-Schāfiʿī die vierte anerkannte Quelle der Jurisprudenz. Im Entwicklungsprozess der Jurisprudenz im 8. und frühen 9. Jahrhundert konnten nicht alle Rechtsfälle oder Teilaspekte der kultischen Handlungen anhand der drei oben genannten Quellen zufriedenstellend gelöst werden. Es wurde notwendig, bereits vorliegende Rechtsvorschriften, die man aus den ersten drei Quellen abgeleitet hatte, durch Analogie auf neue Fälle zu übertragen. Diese Art der Rechtsfindung, der Asch-Schāfiʿī allgemeine Geltung verschaffte und sie mit dem Idschtihad, dem eigenen Ermessen bei der Interpretation des Rechts, gleichsetzte, hatte auch Gegner, die nur den Koran und die Sunna als Quellen der Jurisprudenz anerkannten. Dennoch ist der Analogieschluss eine der anerkannten Quellen im Fiqh geblieben.[15]

Weitere Quellen der Jurisprudenz sind:
- Die „Entscheidung nach eigenem Ermessen“ (ra'y / رأى) des Juristen – dort, wo weder der Koran noch die Sunna als primäre Quellen bei einer Rechtsentscheidung herangezogen werden können. Ra'y ist die älteste Form der Rechtsfindung, die der Rechtspraxis der Prophetengefährten und ihrer Nachfolger entsprach.[16]
- Das Gewohnheitsrecht (ʿurf / عرف oder āda / عادة). Vorislamische Rechtspraktiken wurden, vor allem in der islamischen Expansionsphase, in großem Umfang in die Schari'a übernommen und durch den idschma legitimiert. Das medinensische Gewohnheitsrecht spielte hier eine große Rolle, aber auch Verwaltungspraktiken und Gesetze der eroberten Gebiete.
- Der Idschtihād (اجتهاد), die selbständige Interpretation der Rechtsquellen, wurde im orthodoxen Islam durch den Einfluss des Konsenses immer weiter zurückgedrängt. Im Zuge der Konsolidierung der Rechtsschulen bildete sich eine Doktrin heraus, nach der das „Tor des Idschtihād“ mit der Entstehung ebendieser Rechtsschulen um das Jahr 300 nach der Hidschra geschlossen worden sei. Allerdings weisen einige Orientalisten darauf hin, dass auch in den sunnitischen Rechtsschulen der Idschtihād bis in das 16. christliche Jahrhundert hinein übliche Rechtsfindungspraxis war.[17] In jüngerer Zeit wurde auf Seiten von Reformbewegungen (z. B. der Salafisten, aber auch – allerdings mit entgegengesetzten Zielen – von liberalen, säkularen Muslimen wie Irshad Manji) die Wiedereinführung des Idschtihad gefordert bzw. seine Ausübung regelrecht in Anspruch genommen.

## Die fünf Rechtskategorien menschlicher Handlungen
Die islamische Rechtswissenschaft teilt die menschlichen Handlungen in fünf Kategorien ein, denn „Nach der Auffassung der muhammedanischen Theologen wohnt nicht Allem, was in den überlieferten Quellen des muhammedanischen Gesetzes in Form von Geboten und Verboten angeordnet, beziehungsweise untersagt ist, der gleiche Grad imperativer oder prohibitiver Kraft inne...Von diesem Gesichtspunkte aus unterscheidet die Gesetzeswissenschaft des Islam im Grossen und Ganzen fünf Kategorien“: in der Rechtslehre nennt man sie الأحكام الخمسة / al-aḥkām al-ḫamsa / ‚die fünf (juristischen) Grundsätze‘
1. pflichtmäßige Handlungen: (فرض fard oder واجب wādschib) – diese Handlung wird belohnt, ihr Unterlassen bestraft. Unterschieden wird zwischen persönlichen Pflichten (فرض العين farḍ al-ʿayn), denen jeder Muslim nachkommen muss, und gemeinschaftlichen Pflichten (فرض الكفاية fard al-kifāya ‚Pflicht des Genügeleistens‘), bei denen es ausreicht, wenn eine ausreichende Anzahl der Muslime daran teilnimmt. In die erste Kategorie fällt z. B. das fünfmalige tägliche Gebet (صلاة, koranisch صلوة salat), in die zweite der Dschihad.
2. empfehlenswerte Handlungen: (مندوب mandūb oder مستحب mustahabb oder سنة Sunna) – diese Handlung wird belohnt, ihr Unterlassen nicht bestraft.
3. erlaubte, indifferente Handlungen: (مباح mubāh oder حلال halāl) – das Individuum selbst kann über die Unterlassung bzw. Ausführung einer Tat bestimmen. Das Gesetz sieht in diesem Fall weder Belohnung noch Bestrafung vor.
4. verwerfliche, missbilligte Handlung: (مكروه makrūh) – es sind Handlungen, die das Gesetz zwar nicht bestraft, deren Unterlassung jedoch gelobt wird.
5. verbotene Handlung: (حرام harām) – der Täter wird bestraft, der Unterlasser solcher Handlungen gelobt.[19]

Verbotene Handlungen werden durch die im Koran vorgesehenen Strafen (hudud) im Diesseits geahndet: Alkoholgenuss, Unzucht, die falsche Bezichtigung der Unzucht, Diebstahl, Geschlechtsverkehr zwischen Männern und die Apostasie; letztere wird vor allem durch die Sunna des Propheten Mohammed und nicht durch koranische Strafbestimmungen geahndet.

## Rechtsschulen

### Entstehung und Überblick
Die Entstehung der Rechtsschulen, jeweils nach ihren Begründern benannt, ist das Ergebnis literarischer Aktivitäten auf dem Gebiet der Hadith- und Rechtsliteratur im frühen 8. Jahrhundert:
- die Hanafiten nach Abu Hanifa (699–767)
- die Malikiten nach ihrem Gründer Malik Ibn Anas (um 715–795)
- die Schāfiʿiten nach Muhammad ibn Idris al-Schafii (767–820)
- die Hanbaliten nach Ibn Hanbal (780–855)

Die Rechtslehren von al-Auzāʿī und at-Tabarī sind vor allem in den systematischen Darstellungen des Fiqh bei asch-Schafii nachprüfbar, denn ihre eigenen Schriften sind, bis auf wenige Fragmente, heute nicht mehr erhalten.
Die Schiiten und Charidschiten haben ihre eigenen Rechtsschulen. Die letztere in ihrer aktuellen ibaditischen Form und Rechtsschule der Zaiditen werden von den vier oben genannten sunnitischen Richtungen als gültige Schulen anerkannt.

### Tore desIdschtihād
Im elften oder zwölften Jahrhundert christlicher Zeitrechnung beziehungsweise im vierten oder fünften Jahrhundert islamischer Zeitrechnung erklärten immer mehr islamische Rechtsgelehrte die „Tore des Idschtihād“ für geschlossen, was dann auch zum allgemeinen Konsens wurde und unangefochten bis ins 19. Jahrhundert so blieb. Grund für die „Schließung der Tore des Idschtihad“ (insidād bāb al-idschtihād / انسداد باب الاجتهاد) war die Tatsache, dass eigentlich jeder gewöhnliche Muslim prinzipiell eine Fatwa ausstellen kann, was in der Praxis zu ständiger Unsicherheit über Rechtsfragen führen kann, da es im sunnitischen Islam keinen fest abgegrenzten Klerus gibt, der das alleinige Recht zur Ausstellung einer Fatwa hat, sondern nur die relativ unklar abgegrenzte Gruppe der Rechtsgelehrten (Ulama).
Einige Gelehrte der damaligen Zeit (al-Ghazali, al-Āmidī) kämpften, vielleicht in weiser Voraussicht, vehement gegen diese Erstarrung, unterlagen aber letztendlich doch. Erst gegen Ende des 19. Jahrhunderts traten Persönlichkeiten wie Dschamal ad-Din al-Afghani oder Muhammad Abduh hervor, die sich um eine Erneuerung der islamischen Glaubenspraxis und Rechtsprechung bemühten. Seitdem gab und gibt es immer wieder Versuche Einzelner oder bestimmter Gruppen, die „Tore des Idschtihād“ wieder zu öffnen, oder sie wurden sogar tatsächlich von einigen in der Praxis geöffnet, was aber weder der fundamentalistische noch der konservative Islam bisher anerkannt haben.
In neuester Zeit, vor allem seit sich die westliche Welt intensiver mit dem Islam und der Scharia befasst, wird sogar behauptet, die „Tore des Idschtihād“ seien nie geschlossen gewesen, es sei ein Mythos, um den Islam als rückständig zu diffamieren. Studiert man ältere Schriften, so wird das „Schließen der Tore des Idschtihād“ zwar oft kontrovers diskutiert und oft eine Wiedereröffnung vorgeschlagen oder gar praktiziert, das Faktum, dass die „Tore des Idschtihād“ aber mindestens 600 wenn nicht gar 800 Jahre geschlossen waren, wird in diesen Schriften jedoch nie bestritten.

## Bedeutende Rechtsgelehrte
- al-Ghazali
- Abu Bakr Mohammad Ibn Zakariya al-Razi
- al-Āmidī
- al-Dschuwaini